# Theo Hendriks (burgemeester)
L.H.Th. (Theo) Hendriks (Meerssen, 1936) is een Nederlands politicus van de KVP en later het CDA.
In het begin van zijn loopbaan heeft hij gewerkt voor de gemeenten Meerssen, Ulestraten, Moergestel en Heer. Bij die laatste gemeente was hij chef afdeling financiën voordat hij begin 1970 benoemd werd tot gemeentesecretaris van Schipluiden. In april 1974 werd Hendriks de burgemeester van de Limburgse gemeente Herten en op 1 januari 1981 volgde zijn benoeming tot burgemeester van Laren (NH). Toen Hendriks op 1 december 2001 met pensioen ging kwam na bijna 28 jaar een einde aan zijn burgemeesterscarrière.